# アーサー・エリス
アーサー・エリス（Arthur Ellis、1865年 - 1938年7月）はカナダの死刑執行人である。1912年から1935年まで死刑執行人を務め約300人を絞首刑にしたと言われている。
彼はイギリスからの移民で、イギリスの死刑執行人であるジョン・エリスの弟のジェームズ・エリスの息子で甥に当たると自称して苗字をエリスと名乗っていたが、実際には全くの他人であり、本名はアーサー・バーソロミュー・イングリッシュ (Arthur Bartholomew English) といい、アーサー・エリスは偽名である。
後に、他のカナダの死刑執行人達もアーサー・エリスを名乗ったため、カナダではアーサー・エリスが死刑執行人の代名詞となった。そのため、アーサー・エリスが戦前から死刑制度廃止まで死刑を執行していたと誤解している人が多いが実際には複数の人間が同じ偽名を名乗っていただけである。
1912年、1911年に死亡したジョン・ラドクリフの後を継いで死刑執行人に就任する。1935年3月28日の死刑執行を最後に引退、カミール・ブランシャールが後任になる。1938年7月、モントリオールで貧困死した。
カナダ推理作家協会のアーサー・エリス賞は彼の名前に由来している。